# Rock Cup 2020
La Rock Cup 2020 fue la edición número 63 de la copa de fútbol de Gibraltar. Desde la edición 2017 el torneo pasó a llamarse Gibtelecom Rock Cup por un contrato firmado entre la Asociación de Fútbol de Gibraltar y la empresa de telecomunicaciones Gibtelecom el 13 de diciembre de 2016. En esa temporada la copa fue disputada por trece clubes. Europa era el campeón defensor.
El 1 de mayo de 2020, la Asociación de Fútbol de Gibraltar anunció que la temporada de fútbol nacional había terminado, debido a la pandemia del COVID-19.

## Primera ronda
| Equipo 1         | Resultado | Equipo 2        | Fecha                 | Estadio          |
| ---------------- | --------- | --------------- | --------------------- | ---------------- |
| Hound Dogs       | 0−10      | Europa Point    | 14 de febrero de 2020 | Estadio Victoria |
| Europa           | 12−0      | Glacis United   | 15 de febrero de 2020 | Estadio Victoria |
| Lincoln Red Imps | 15−0      | College 1975    | 15 de febrero de 2020 | Estadio Victoria |
| Manchester 62    | 1−2       | Mons Calpe      | 16 de febrero de 2020 | Estadio Victoria |
| Lynx             | 0−1       | Bruno's Magpies | 16 de febrero de 2020 | Estadio Victoria |

## Cuartos de final
| Equipo 1         | Resultado                                                | Equipo 2        | Fecha              | Estadio          |
| ---------------- | -------------------------------------------------------- | --------------- | ------------------ | ---------------- |
| Mons Calpe       | 3−1                                                      | Europa Point    | 6 de marzo de 2020 | Estadio Victoria |
| St Joseph's      | 1−0 Archivado el 29 de julio de 2020 en Wayback Machine. | Bruno's Magpies | 7 de marzo de 2020 | Estadio Victoria |
| Europa           | 2−0                                                      | Gibraltar Lions | 7 de marzo de 2020 | Estadio Victoria |
| Lincoln Red Imps | 6−0                                                      | Boca Gibraltar  | 8 de marzo de 2020 | Estadio Victoria |

## Goleadores
- Actualizado el 8 de marzo de 2020

| Pos. | Jugador          | Equipo           | Goles |
| ---- | ---------------- | ---------------- | ----- |
| 1    | Sunday Emmanuel  | Lincoln Red Imps | 7     |
| 2    | Labrador Aguilar | Europa           | 4     |
|      | Pibe             | Lincoln Red Imps | 4     |
| 4    | Dean Dillon      | Europa Point     | 3     |
|      | Lukas Corner     | Europa Point     | 3     |
|      | Adrián Gallardo  | Europa           | 3     |
|      | Diego Díaz       | Mons Calpe       | 3     |